# Alfara del Patriarca (kommunhuvudort)
Alfara del Patriarca är en kommunhuvudort i Spanien.   Den ligger i provinsen Província de València och regionen Valencia, i den östra delen av landet, 300 km öster om huvudstaden Madrid. Alfara del Patriarca ligger 37 meter över havet och antalet invånare är 2 779.
Terrängen runt Alfara del Patriarca är platt. Runt Alfara del Patriarca är det tätbefolkat, med 913 invånare per kvadratkilometer. Närmaste större samhälle är Valencia, 8,9 km söder om Alfara del Patriarca. Trakten runt Alfara del Patriarca består till största delen av jordbruksmark.